# Гонсалес, Оскар (боксёр)
О́скар Гонса́лес Арра́йга (исп. Óscar González Arraiga; 1990—2014) — мексиканский боксёр-профессионал, выступал во второй легчайшей и полулёгкой весовых категориях в период 2007—2014. Владел титулом молодёжного чемпиона по версии Всемирного боксёрского совета, титулом чемпиона Национального боксёрского чемпионата Соединённых Штатов ВБС, был претендентом на титул серебряного латинского чемпиона ВБС.

## Биография
Оскар Гонсалес родился 22 апреля 1990 года в городе Тепике, штат Наярит, сын Мигеля Анхеля Гонсалеса и Лус Тересы Аррайга. Дебютировал на профессиональном ринге уже в возрасте семнадцати лет в 2007 году — уже во втором своём бою потерпел поражение, но затем сделал длинную непрерывную серию из одних только побед во втором легчайшем весе, в том числе трижды становился победителем в боях за молодёжный титул чемпиона мира по версии Всемирного боксёрского совета. В 2012 году в той же весовой категории завоевал титул чемпиона Национального боксёрского чемпионата Соединённых Штатов по версии ВБС и один раз защитил этот выигранный чемпионский пояс.
Гонсалес выступал под псевдонимом Фантасма, что переводится с испанского как «призрак». Был боксёром мексиканской промоуторской компании Box Latino, той же компании, которая организовывала бои знаменитого Эрика Моралеса. Всего в профессиональном боксе в течение семи лет провёл 26 боёв, из них 23 окончил победой (в том числе 14 досрочно), 3 раза проиграл. Наиболее известен победами над такими боксёрами как Рико Рамос, Рауль Иралес, Джованни Каро, Эдриан Янг, Эктор Веласкес, Кариль Эррера, Мануэль Агилар, Вачаракрит Сенахан и Карлос Фульгенсио.
1 февраля 2014 года в Мехико состоялся его бой против соотечественника Хесуса Галисии, на кону стоял титул серебряного латинского чемпиона ВБС в полулёгкой весовой категории — поединок транслировался в прямом эфире на всю Мексику и Латинскую Америку каналом Televisa. Гонсалес считался безоговорочным фаворитом, однако в десятом раунде двенадцатираундового боя  соперник отправил его в тяжелейший нокаут, в результате чего тот получил сотрясение мозга, сразу же впал в состояние комы и был госпитализирован в ближайшей больнице. Спустя два дня 3 февраля он скончался от полученной травмы, на тот момент ему было всего лишь 23 года. Был женат на Магали Авалос, детей у них не было.